# أورام العمود الفقري
أورام العمود الفقري هي أورام تتشكل إما في العمود الفقري أو في النخاع الشوكي (نقي العظم). هناك ثلاثة أنواع رئيسية من أورام العمود الفقري مصنفة بحسب موقعها: خارج الجافية وتحت الجافية (تحت الجافية-داخل النقي وتحت الجافية-خارج النقي). تقع الأورام خارج الجافية خارج بطانة الأم الجافية وهي أكثرها انبثاثًا. تقع الأورام تحت الجافية تحت بطانة الأم الجافية وتنقسم أيضًا إلى أورام داخل النقي وأورام خارج النقي. تقع الأورام تحت الجافية وداخل النقي تحت طبقة الأم الجافية وبرنشيمة النخاع الشوكي، بينما تقع الأورام تحت الجافية وخارج النقي تحت طبقة الأم الجافية لكن خارج برنشيمة النخاع الشوكي. تشمل أعراض أورام العمود الفقري الشائعة آلام الظهر الليلية. تشمل الأعراض الشائعة الأخرى ضعف العضلات وفقدان الحواس وصعوبة المشي. قد يحدث سلس بولي وبرازي في المراحل المتأخرة من المرض.
لم تُعرف أسباب أورام العمود الفقري. معظم الأورام خارج الجافية انبثاثية وتنتقل عادةً من الثدي والبروستات والرئة والكلى. هناك العديد من العوامل الوراثية المرتبطة بالأورام تحت الجافية، وأكثرها شيوعًا الورم العصبي الليفي من النوع الأول والورم العصبي الليفي من النوع الثاني ومتلازمة فون هيبل - لينداو. تعد الأورام السحائية وأورام غمد الأعصاب الأكثر شيوعًا بين الأورام تحت الجافية-خارج النقي. تعد الأورام البطانية العصبية والأورام النجمية الأكثر شيوعًا بين الأورام تحت الجافية-داخل النقي. يتضمن التشخيص تقييمًا طبيًا كاملًا يتبعه التصوير المقطعي المحوسب أو التصوير بالرنين المغناطيسي. يمكن أخذ خزعة في حالات معينة لتصنيف الآفة إذا كان التشخيص غير مؤكد.
غالبًا ما يتضمن العلاج مزيجًا من الجراحة والعلاج بالأشعة والعلاج الكيميائي. يمكن الاكتفاء بالمراقبة مع التصوير في حال الآفات الصغيرة الحميدة. يمكن أيضًا إعطاء الستيرويدات قبل الجراحة في حالات الانضغاط الشديد للنخاع الشوكي. تعتمد النتائج على عدة عوامل منها ما إذا كان الورم حميدًا أو خبيثًا، أوليًا أو نقيليًا، بالإضافة إلى موقع الورم. غالبًا ما يكون العلاج تلطيفيًا في حال أغلب الأورام النقيلية.

## العلامات والأعراض
غالبًا ما تكون أعراض أورام العمود الفقري غير محددة، ما يؤدي إلى تأخر التشخيص. يسبب انضغاط العصب الفقري وضعف بنية الفقرات ظهور الأعراض. يعد الألم أكثر الأعراض الظاهرة شيوعًا. تشمل الأعراض الشائعة الأخرى لانضغاط الحبل الشوكي ضعف العضلات وفقدان الحواس وخدر في اليدين والساقين والشلل سريع الظهور. غالبًا ما يحدث سلس بولي أو برازي في المراحل المتأخرة من المرض. قد يصاب الأطفال بتشوهات في العمود الفقري مثل انحراف العمود الفقري جانبيًا (الجنف). يشكل التشخيص تحديًا، لأن الأعراض غالبًا ما تحاكي أمراض العمود الفقري التنكسية الحميدة الأشيع.
يعد انضغاط النخاع الشوكي شائعًا لدى المرضى الذين يعانون من ورم خبيث نقيلي. تعد آلام الظهر من الأعراض الأساسية لانضغاط النخاع الشوكي لدى المرضى الذين يعانون من ورم خبيث معروف. قد يوجه ألم الظهر إلى إجراء مسح للعظام لتأكيد أو استبعاد وجود ورم خبيث في العمود الفقري. يعد التشخيص والتدخل السريعان لانضغاط النخاع الشوكي الناتج عن ورم نقيلي ضروريان للحفاظ على الوظيفة العصبية.

## الأسباب وعوامل الخطر
لم يُعرف سبب معظم أورام العمود الفقري حتى الآن. ترتبط أورام العمود الفقري الأولية ببعض المتلازمات الجينية. ترتبط الأورام الليفية العصبية بالورم العصبي الليفي من النوع الأول. ترتبط الأورام السحائية والأورام الشفانية بالورم العصبي الليفي من النوع الثاني. يمكن رؤية الأورام الأرومية الوعائية داخل النقي لدى المرضى الذين يعانون من داء فون هيبل - لينداو. تُلاحظ الأورام اللمفاوية في النخاع الشوكي بشكل شائع لدى المرضى الذين يعانون من ضعف في الجهاز المناعي. تنتج أغلب الأورام خارج الجافية عن ورم خبيث نقيلي، غالبًا سرطان الثدي والبروستاتا والرئة والكلى.

## الفيزيولوجيا المرضية
النخاع الشوكي هو بنية تشريحية طويلة أسطوانية تقع داخل النفق الفقري. يمتد من الثقبة العظمى للجمجمة إلى المخروط النخاعي في الفقرات القطنية. تحدث معظم أعراض أورام العمود الفقري بسبب انضغاط النخاع الشوكي لأنه يلعب دورًا أساسيًا في الوظيفة الحركية والحسية. يُحاط النخاع الشوكي بثلاث طبقات تعرف باسم السحايا الشوكية. هذه الطبقات هي الأم الجافية والأم العنكبوتية والأم الحنون. تُصنف أورام النخاع الشوكي بحسب موقعها داخل النخاع الشوكي: أورام تحت الجافية (داخل النقي وخارج النقي) وأورام خارج الجافية.
تقع الأورام تحت الجافية داخل طبقة الأم الجافية. تقسم إلى أورام داخل النقي وخارجه. تقع الأورام داخل النقي داخل النخاع الشوكي نفسه، وأكثرها شيوعًا هي الأورام البطانية العصبية والأورام النجمية والأورام الأرومية الوعائية. تقع الأورام تحت الجافية وخارج النقي داخل طبقة الأم الجافية لكن خارج برنشيمة النخاع الشوكي، وأكثرها شيوعًا الأورام السحائية وأورام غمد الأعصاب (مثل الأورام الشفانية والأورام الليفية العصبية). تقع الأورام خارج الجافية خارج الأم الجافية بشكل شائع في جسم العمود الفقري من الأمراض النقيلية.
تشمل السرطانات الأولية الشائعة في أورام العمود الفقري النقيلي سرطان الثدي والبروستاتا والرئة والكلى. يجب تشخيص الأورام النقيلية وعلاجها بأسرع وقت لأنها قد تؤدي إلى عجز عصبي طويل الأمد بسبب انضغاط الحبل الشوكي فوق الجافية. تعد الأورام الأولية خارج الجافية نادرة، وينشأ معظمها من البنى العظمية والأنسجة الرخوة المحيطة، بما في ذلك ساركوما يوينغ والساركوما العظمية والأورام الأرومية الوعائية الفقارية.

## التشخيص

### الفحص الطبي
يعد تشخيص أورام العمود الفقري أمرًا صعبًا، إذ يمكن أن تكون الأعراض غير محددة وغالبًا ما تحاكي أمراض العمود الفقري التنكسية الأكثر شيوعًا والحميدة. يعد الفحص الطبي الشامل ضروريًا للبحث عن العلامات أو الأعراض التي قد تشير إلى حالة أكثر خطورة. يتضمن ذلك فحصًا عصبيًا كاملًا لتحديد وجود أي عجز حركي أو حسي. غالبًا ما يعاني المصابون بأمراض العمود الفقري التنكسية الحميدة أو أورام العمود الفقري من آلام الظهر. يثير المريض المصاب باعتلال الجذور أو الاعتلال النخاعي شكوك إصابته بحالة أكثر خطورة.

## العلاج
يختلف العلاج بشكل كبير بحسب نوع أورام النخاع الشوكي وأهداف الرعاية والتشخيص. تشمل الأشكال الأساسية للعلاج الاستئصال الجراحي والعلاج بالأشعة والعلاج الكيميائي. يمكن إعطاء الستيرويدات (مثل الكورتيكوستيرويدات) إذا كان هناك دليل على انضغاط النخاع الشوكي. لا تؤثر هذه الإجراءات على كتلة الورم نفسها، لكنها تقلل رد الفعل الالتهابي من حولها وتقلل الحجم الكلي للكتلة التي تضغط النخاع الشوكي.

### الجراحة
للجراحة عدة استطبابات حسب نوع الورم، وتشمل الاستئصال الكامل وإزالة الضغط عن الأعصاب وتحقيق الاستقرار. يعد الاستئصال الكلي لعلاج محتمل خيارًا للمرضى الذين يعانون من أورام النخاع الشوكي الأولية. تعد الأورام خارج النقي أكثر قابلية للاستئصال من الأورام داخل النقي، بل ويمكن إجراؤها من خلال التنظير الداخلي المكروي أو التنظير الداخلي النظامي. في المرضى المصابين بالأورام النقيلية، يكون العلاج ملطّفًا بهدف تحسين نوعية حياة المريض. في هذه الحالات، تشمل استطبابات الجراحة الألم وتحقيق الاستقرار وإزالة الضغط عن النخاع الشوكي. 

### العلاج غير الجراحي
تعد المراقبة والعلاج الكيميائي والعلاج بالأشعة من الخيارات الممكنة كعوامل مساعدة للجراحة أو للأورام غير القابلة للجراحة. غالبًا ما تكون الأورام تحت الجافية وخارج النقي حميدة، فتعد المراقبة مع المتابعة بالتصوير خيارًا في الحالات التي تكون فيها الآفات صغيرة ويكون المريض بدون أعراض. يمكن إجراء العلاج بالأشعة والعلاج الكيميائي بمفردهما أو بالإضافة إلى الجراحة. يعد اختيار العلاج الكيميائي أو العلاج بالأشعة عملية متعددة التخصصات وتعتمد على التصنيف النسيجي ونوع الورم ومقدار الاستئصال الجراحي المُجرى. في الحالات التي يتم فيها اختيار العلاج بالأشعة، يوجه الإشعاع عادةً إلى الجزء المصاب في النخاع الشوكي والجزء غير المصاب أعلى وأسفل الجزء المصاب.